# Ștefan Toșev
Ștefan Toșev (în bulgară Стефан Тошев) (n. 18/30 decembrie 1859, Stara Zagora, Imperiul Otoman – d. 27 noiembrie 1924, Plovdiv, Regatul Bulgariei) a fost un general de infanterie care a participat la Primul Război Mondial. Anterior a luptat și în Războiul Sârbo-Bulgar (1885), în Primul (1912-1913) și al Doilea Război Balcanic (1913).